# Eternal Ring
Eternal Ring (エターナルリング) est un jeu vidéo de type action-RPG développé et édité par FromSoftware, sorti en 2000 sur PlayStation 2. Il est réédité sur PlayStation 4 en 2017.

## Accueil
- Jeuxvideo.com : 11/20[1]